# ألبيلوفيسول
قالب:صندوق معلومات التربة

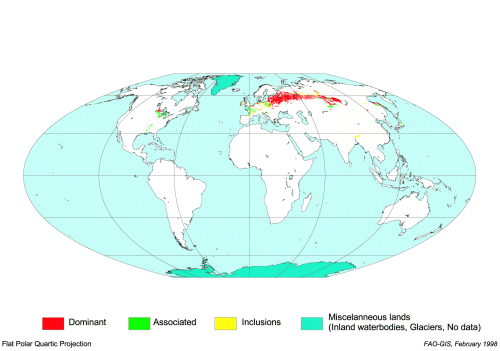
توزيع الألبيلوفيسول

كانت ألبيلوفيسول (Albeluvisol )مجموعة مرجعية للتربة في الطبعة الأولى (1998) و الطبعة الثانية (2006) من نظام تصنيف التربة العالمي (WRB). أما في الطبعة الثالثة (2014)، فقد تم استبدالها بـ الريتيسولات(Retisols) ذات التعريف الأوسع نطاقا. ألبيلوفيسول هي تربة ذات أفق سطحي رقيق داكن على أفق تحت سطح أبيض يتجه إلى أفق التربة الطينية (Bt)في عملية الايضاح . فيحتوي أفق Bt على حدود علوية غير منتظمة أو مكسورة نتيجة إدخال مادة التربة المبيضة في أفق التوضيح. ترتبط الألبيلوفيسولات مع الجلوساكوالفس والجلوسوكرايالفس والجلوسودالفس في تصنيف التربة التابع لوزارة الزراعة الأمريكية .
هذه الانواع من التربة تتشكل غالبا في الرواسب الجليدية غير المتماسكة أو المواد البحيرية أو النهرية أو الرواسب الريحية مثل اللوس . إضافة إلى ذلك، فهي تتواجد في السهول المسطحة إلى المتموجة تحت الغابات الصنوبرية أو الغابات المختلطة في المناخات الشمالية و المعتدلة مع فصول شتاء باردة وصيف بارد قصير.
تعتبر الملاءمة الزراعية لتربة ألبيلوفيسول محدودة بسبب خاصية الحموضة التي تميزها ، و انخفاض مستويات العناصر الغذائية ، و مشاكل الحرث والصرف. علاوة على ذلك، و في المناطق الشمالية أيضًا يكون موسم النمو قصيرًا و الصقيع الشديد خلال فصل الشتاء الطويل. تتكون غابات الألبيلوفيسول في منطقة التايغا الشمالية بشكل شبه حصري من الغابات كما و تستخدم مناطق صغيرة كمراعي أو حقول قش . و في منطقة التايغا الجنوبية، يتم استخدام أقل من 10 في المائة من المساحة غير الغابية لتربية الماشية . أما الأجزاء الجنوبية والغربية من التايغا في روسيا تتواجد العديد من المحاصيل الصالحة للزراعة ، مثل الحبوب و البطاطس و بنجر السكر والذرة العلفية، و خاصة في التربة ذات التشبع القاعدي العالي في باطن الأرض .
و تغطي المناطق الألبيلوفيسولية ما يقدر بنحو 320 مليون هكتار في أوروبا و شمال آسيا و آسيا الوسطى و أمريكا الشمالية. و تتركز في منطقتين:
- المناطق القارية التي كانت تربة صقيعية في العصر البلستوسيني في شمال شرق أوروبا و شمال غرب آسيا و جنوب كندا، و التي تشكل إلى حد كبير أكبر مناطق الجليد الأبيض؛
- مناطق اللوس و الرمال المغطاة و المناطق الرسوبية القديمة في المناطق المعتدلة الرطبة، مثل فرنسا و وسط بلجيكا و جنوب شرق أوروبا وهولندا و شمال وشمال شرق ألمانيا.